# Боулинг-Грин (Флорида)
Боулинг-Грин — город в округе Харди, штат Флорида, США. Население по переписи 2010 года составляло 2930 человек.

## География
Боулинг-Грин находится по адресу:27°38′16″ с. ш. 81°49′32″ з. д..
По данным Бюро переписи населения США, город имеет общую площадь 1,4 квадратной мили (3,6 км2), — всё земля (водных поверхностей нет).

## Демография
По переписи 2000 г. в городе проживало 2892 человека в 815 домохозяйствах, в том числе 647 семей. Плотность населения была 2,042,0 человек на квадратную милю (786,3 / км 2 ). Было 933 единицы жилья в средней плотности 658,8 за квадратную милю (253,7 / км 2 ). Расовый состав города был белым на 57,05%, афроамериканцев — на 13,52%, коренных американцев на 0,83%, азиатов на 0,35%, жителей островов Тихого океана на 0,31%, 26,00% от других рас и 1,94% от двух или более рас. Латиноамериканцы или латиноамериканцы любой расы составили 46,06%.
Из 815 семей 41,3% имели детей в возрасте до 18 лет, проживающих с ними, 54,5% были супружескими парами, живущими вместе, 18,3% семей женщины проживали без мужей, а 20,6% не имели семьи. 12,8% домохозяйств состояли из одного человека и 7,1% — из одного человека в возрасте 65 лет и старше. Средний размер домохозяйства 3,44, а средний размер семьи 3,68.
Распределение по возрасту составило 33,1% в возрасте до 18 лет, 12,2% от 18 до 24 лет, 27,8% от 25 до 44 лет, 16,0% от 45 до 64 лет и 10,9% от 65 лет и старше. Средний возраст составлял 28 лет. На каждые 100 женщин приходилось 108,8 мужчин. На каждые 100 женщин возрастом 18 лет и старше насчитывалось 106,7 мужчин.
Средний доход семьи составлял 28 209 долларов, а средний доход семьи - 28 333 доллара. Средний доход мужчин составлял 22 695 долларов по сравнению с 17 125 долларами у женщин. Доход на душу населения в городе составлял 9 978 долларов. Около 22,0% семей и 30,5% населения были ниже черты бедности, в том числе 33,5% из них моложе 18 лет и 20,5% тех, кто в возрасте 65 лет и старше.
В 2010 году в Боулинг-Грин проживало 2930 человек. Расовый и этнический состав населения составлял 49,9% мексиканцев, 8,5% других выходцев из Латинской Америки, белых неиспаноязычных на 29,4%, чернокожих или афроамериканцев на 10,5%, коренных американцев на 0,5%, выходцев из Азии на 0,5% и 2,3% представителей двух или более рас.

## Исторические дома и постройки

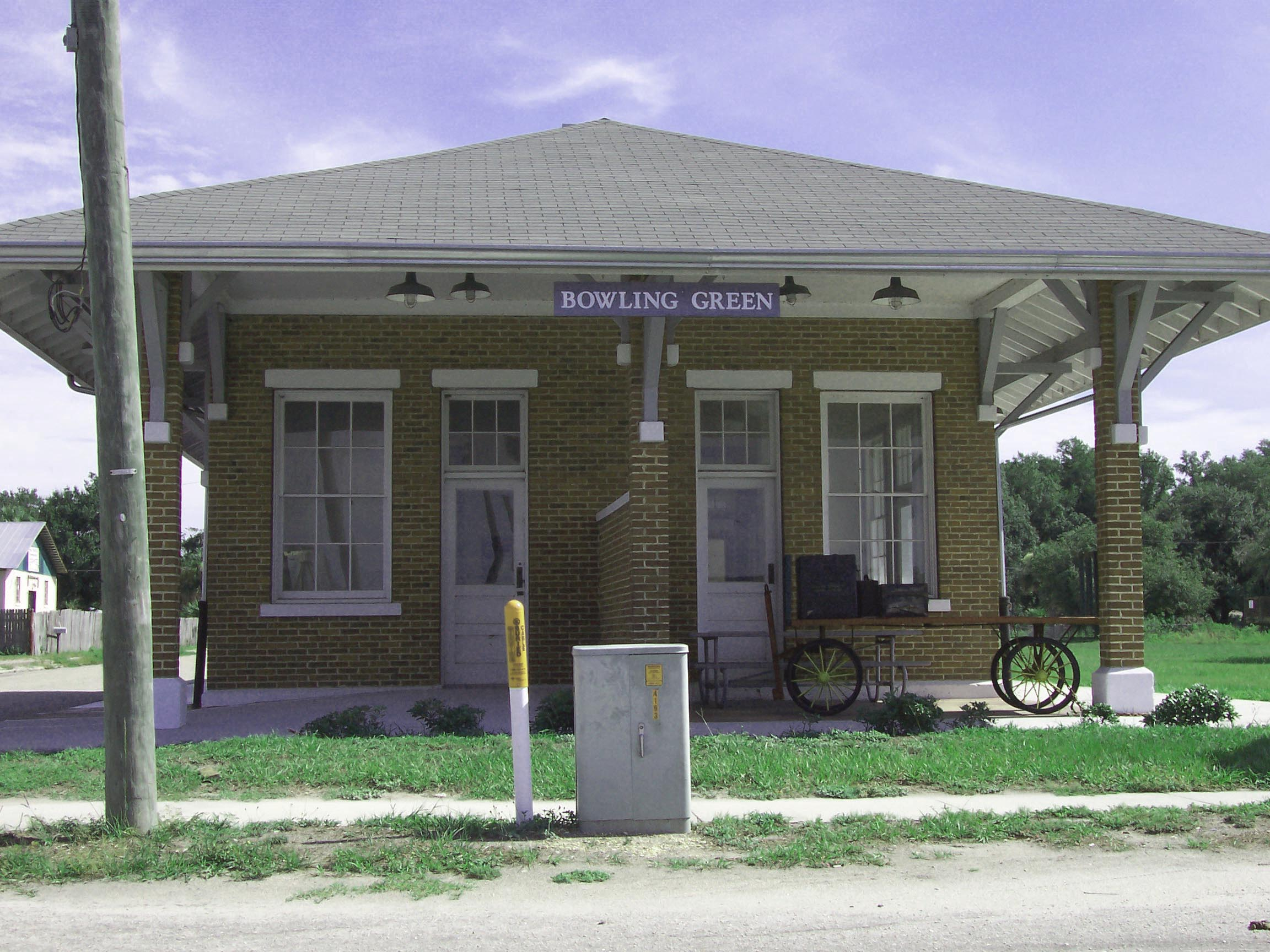
Исторический вокзал Боулинг-Грин около 1911 года постройки.
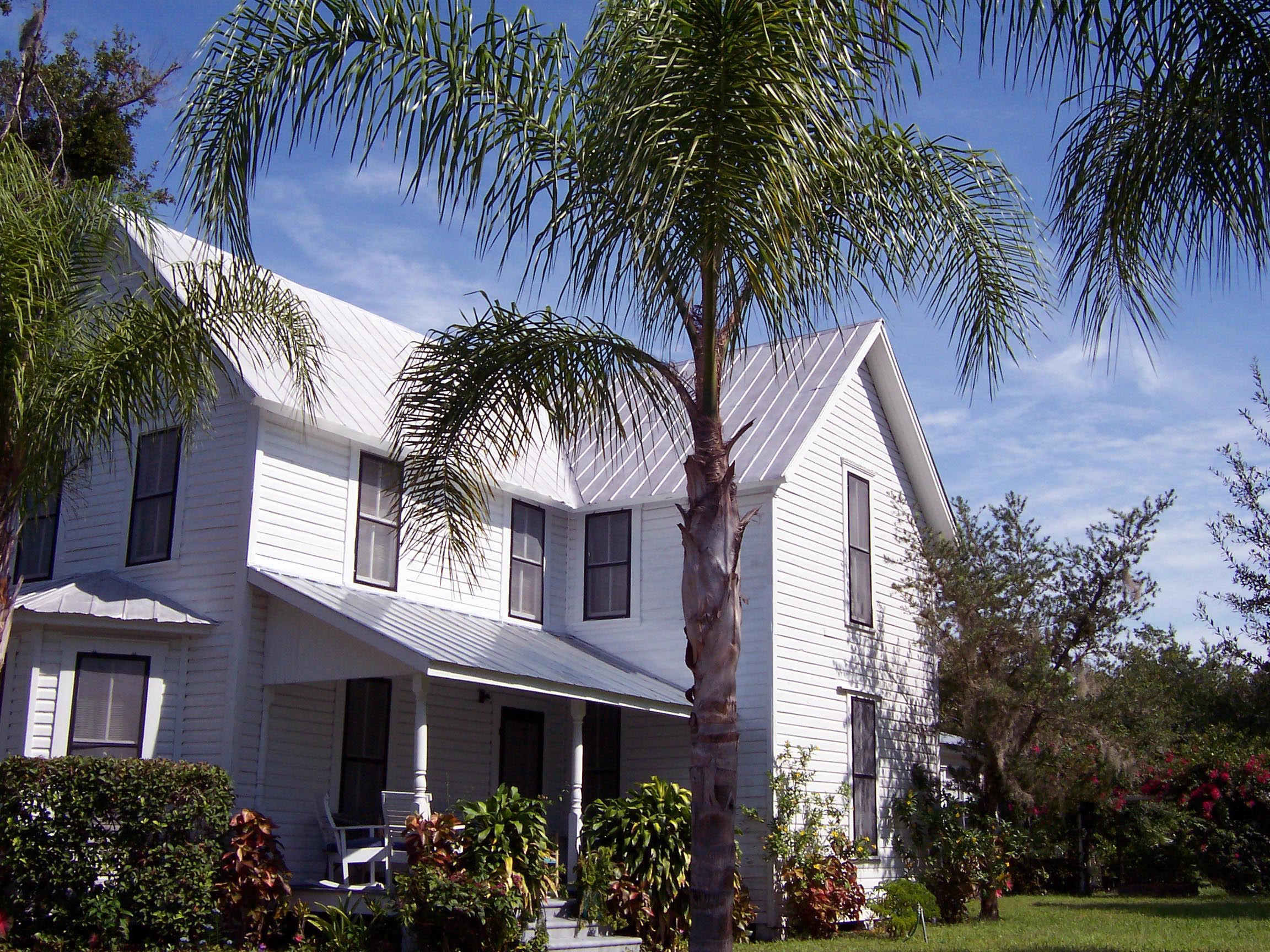
Каркасный дом около 1905 года постройки.

### СМИ
- WZZS-FM (106.9 «Радио Бык» (The Bull))
- WZSP-FM (105,3 «Ла Зета»)

## Смотрите также
- Курорт Streamsong